# Bracken Peak
Der Bracken Peak ist ein 1240 m hoher Berg im westantarktischen Ellsworthland. Er ragt südlich der Mündung des Newcomer-Gletschers und 5 km nordöstlich des Mount Malone auf der Ostseite der Sentinel Range des Ellsworthgebirges auf.
Der United States Geological Survey kartierte ihn anhand eigener Vermessungen und mithilfe von Luftaufnahmen der Flugstaffel VX-6 der United States Navy zwischen dem 14. und 15. Dezember 1959. Das Advisory Committee on Antarctic Names benannte ihn nach dem US-amerikanischen Meteorologen Harold C. Bracken, Flugzeugführer bei diesen Flügen.